# Nam Du (xã)
Nam Du là một xã thuộc huyện Kiên Hải, tỉnh Kiên Giang, Việt Nam.

## Địa lý
Xã Nam Du có địa giới hành chính bao gồm 10 đảo phía đông của quần đảo Nam Du, nằm ở phía đông nam đảo Phú Quốc trong vịnh Thái Lan, cách bờ biển Rạch Giá 65 hải lý. Các đảo nằm dưới sự quản lý hành chính của xã Nam Du: Hòn Bỏ Áo, Hòn Bờ Đập, Hòn Dầu, Hòn Đô Nai, Hòn Đụng Lớn, Hòn Đụng Nhỏ, Hòn Lò Lớn, Hòn Lò Nhỏ, Hòn Mấu, Hòn Ngang. Trung tâm hành chính xã nằm trên đảo Hòn Ngang.
Xã Nam Du có diện tích 2 km², dân số năm 2020 là 3.369 người, mật độ dân số đạt 1.685 người/km².

## Hành chính
Xã Nam Du được chia thành 3 ấp: An Bình, An Phú, Hòn Mấu.

## Lịch sử
Ngày 27 tháng 9 năm 1983, Hội đồng Bộ trưởng ban hành Quyết định số 107-HĐBT. Theo đó, đổi tên xã Nam Du thành xã An Sơn.
Ngày 26 tháng 7 năm 2005, Chính phủ ban hành Nghị định số 97/2005/NĐ-CP. Theo đó, tái lập xã Nam Du trên cơ sở điều chỉnh 440 ha diện tích tự nhiên và 5.484 người của xã An Sơn.